# Lijst van spelers van IK Start
Deze lijst omvat voetballers die bij de Noorse voetbalclub IK Start spelen of gespeeld hebben. De spelers zijn alfabetisch gerangschikt.

## A
- Bjarte Aarsheim
- Nicolai Aas
- Steinar Aase
- Bismark Acosta
- Kristoffer Ajer
- William Aligo
- Roy Amundsen
- Glenn Andersen
- Tor Einar Andersen
- Vetle Andersen
- Anthony Annan
- Ole Årst
- Ernest Asante

## B
- Stefan Bärlin
- Petter Belsvik
- Ričardas Beniušis
- Markus Berger
- Tom Berhus
- Sven Otto Birkeland
- Villyan Bizhev
- Christian Bolaños
- Bård Borgersen
- Martin Borre
- Espen Børufsen

## C
- Alejandro Castro
- Michael Crowe

## D
- Henrik Dahlum
- Tore André Dahlum
- Alain Delgado
- John Devine
- Samuel Dirscher
- Dardan Dreshaj

## E
- Claus Eftevaag
- Terje Ellingsen
- Svein Enersen
- Lars Martin Engedal
- Joachim Eriksen
- Jan Ervik
- Andreas Evjen

## F
- Geir Fevang
- Brent Fisher
- Kenneth Fjelde
- Reidar Flaa
- Christian Follerås
- Hunter Freeman
- Odd Frivold

## G
- Bala Garba
- Øyvind Gausdal
- Thomas Gill
- Clarence Goodson
- Haraldur Guðmundsson

## H
- Sten Håberg
- Rune Hagen
- Jukka Hakala
- Yngvar Håkonsen
- Atle Håland
- Jan Halvor Halvorsen
- Morten Halvorsen
- Alexander Hansen
- Frode Hansen
- David Hanssen
- Petter Hanssen
- Knut Henry Haraldsen
- Tom Haraldsen
- Jóhannes Harðarson
- Helge Haugen
- Kai Hæstad
- Kristofer Hæstad
- Morten Hæstad
- Vestly Heigre
- Markus Heikkinen
- Guðni Helgason
- Jon Hodnemyr
- Espen Hoff
- Arne Høgetveit
- Kenneth Høie
- Bernt Hulsker

## J
- Anders Jacobsen
- Dime Jankulovski
- Olav Johannesen
- Espen Johnsen
- Marius Johnsen
- Gunnar Jonassen
- Alexander Jones
- Todi Jónsson
- Geir Jørgensen
- Preben Jørgensen

## K
- Svein Kaalaas
- Kjetil Kamark
- Aram Khalili
- Christer Kleiven
- Olav Klepp
- Espen Knudsen
- Morten Knutsen
- Johnny Kristiansen
- Guðmundur Kristjánsson

## L
- Per Larsen
- John Lie
- Kristian Lien
- Alexander Lind
- Cay Ljosdal
- Inge Ludvigsen
- Andreas Lund
- Pål Lydersen

## M
- Abdoulaye M'Baye
- Birger Madsen
- Åge Maridal
- Omar Marković
- Jesper Mathisen
- Svein Mathisen
- Magnus Mikkelsen
- Slobodan Miletić
- Branko Milicević
- Dumitru Moraru
- Audun Myhre
- Erik Mykland

## N
- David Nielsen
- Rune Nilssen
- John Olav Norheim
- Amin Nouri
- Evans Nyabaro
- Ousmane Nyan
- Alex Nyarko

## O
- Jesse Ohene
- Seyi Olofinjana
- Frode Olsen
- Inge André Olsen
- Odd Olsen
- Oladapo Olufemi
- Yngvar Ommundsen
- Håkon Opdal
- Kjetil Osvold
- Andreas Ottosson
- Solomon Owello
- Jarle Ødegaard
- Arild Østbø

## P
- Fernando Paniagua
- Leif Paulsen
- Kjell Pedersen
- Kjetil Pedersen
- Steinar Pedersen
- Trond Pedersen
- Avni Pepa
- Brian Priske

## R
- Srđan Radonjić
- Mathias Rasmussen
- Bruno Rato
- Terje Reinertsen
- Isak Reinhardsen
- Asbjørn Rike
- Kai Risholt
- Lee Robertson
- Helge Rosenvold
- Roald Rørheim
- Tommy Runar
- Arnfinn Rye

## S
- Mustapha Sall
- Lars-Jørgen Salvesen
- Robert Sandnes
- Babacar Sarr
- Sebastian Schindzielorz
- Arnold Schwellensattl
- Arve Seland
- Robert Skårdal
- Helge Skuseth
- Espen Søgård
- Kristian Sørli
- Nicolai Stallemo
- Stig Stening
- Tor Helge Stensland
- Mads Stokkelien
- Frank Strandli
- Fredrik Strømstad
- Thorgny Svenssen
- Tommy Svindal Larsen

## T
- Kimmo Tauriainen
- Stein Thunberg
- Helge Torjussen
- Zlatko Tripić
- Sondre Tronstad
- Guðbjörn Tryggvason
- Christian Tveit

## U
- Svein Urke

## V
- Elias Valderhaug
- Alex Valencia
- Kristoffer Vatshaug
- Donatas Vencevicius
- Rolf Vikstøl
- Matthías Vilhjálmsson

## W
- Jonas Werner
- Peder Winsnes
- Ben Wright

## Y
- Ygor

Clubs: Aalesunds FK · Alta IF · SK Brann · Bryne FK ·  Fredrikstad FK · FK Haugesund · Hønefoss BK · Kongsvinger IL · Lillestrøm SK · FC Lyn Oslo · Molde FK · Moss FK · Odd Grenland · Rosenborg BK · Stabæk Fotball · IK Start · Strømsgodset IF · Tromsø IL · Vålerenga IF ·  Viking FK

Lijsten van voetballers van Noorse clubs: Aalesunds FK · Alta IF · SK Brann · Bryne FK · Fredrikstad FK · FK Haugesund · Hønefoss BK · Kongsvinger IL · Lillestrøm SK · FC Lyn Oslo · Molde FK · Moss FK · Odd Grenland · Rosenborg BK · Stabæk Fotball · IK Start · Strømsgodset IF · Tromsø IL · Vålerenga IF · Viking FK